# Audi Sport
L'Audi Sport è il reparto corse della casa automobilistica tedesca Audi.
Questa struttura sportiva è stata costituita inizialmente nel 1980 per competere nel Campionato del mondo rally, vincendo due titoli marche (1982 e 1984) ed altrettanti piloti (1983 e 1984). Dopo il ritiro del team ufficiale dalle competizioni rallystiche, avvenuto nel 1987, l'impegno dell'Audi Sport si è spostato nel campionato Deutsche Tourenwagen Masters (con l'Audi V8) e nell'IMSA GT Championship (con l'Audi 200 quattro Trans Am e poi con l'Audi 90quattro IMSA GTO), quindi verso la metà degli anni 1990 è passata alla categoria Super Turismo in vari campionati europei, prima con l'Audi 80 e poi con l'Audi A4 entrambe a trazione integrale quattro, per mezzo delle quali ha conquistato innumerevoli titoli nazionali e internazionali. Dal 1999 gareggia nella 24 Ore di Le Mans dove ha ottenuto 11 vittorie, ha poi impiegato i suoi sport prototipi disputando alcune stagioni in American Le Mans Series e Le Mans Series. Dal 2000 compete anche nel Deutsche Tourenwagen Masters, nel quale ha conquistato diversi campionati piloti e costruttori. Nel 2010-2011 ha gareggiato nell'Intercontinental Le Mans Cup e dal 2012 al 2016 ha preso parte al Campionato del Mondo Endurance FIA. Nel 2024 divenne la prima casa a vincere il Rally Dakar con una vettura elettrica grazie a Carlos Sainz

## Storia
La scuderia nasce a Ingolstadt nel 1980, sede della fabbrica di automobili tedesca Audi, e dal 1981 al 1987 prende parte a 7 edizioni del Campionato del mondo rally. In particolare è datato 24 gennaio 1981 il debutto dell'Audi quattro nel campionato mondiale rally.
Inizialmente il team manager dell'Audi Sport era Walter Treser, gli succederanno Roland Gumpert e Herwart Kreiner.

## Mondiale rally

Michèle Mouton e la sua navigatrice Fabrizia Pons, sedute sulla loro Audi quattro, festeggiano la loro storica vittoria nel 1981 al Rally di Sanremo, la prima per un equipaggio femminile nel campionato del mondo rally.

Va specificato che il reparto corse della Audi ha partecipato al mondiale WRC in via ufficiale, per sette stagioni consecutivamente, dal 1981 al 1987. Dal 1988 l'Audi ha gareggiato ancora nel mondiale, venendo quindi regolarmente classificata come costruttore, pur non schierando un team ufficiale.
Il ciclo nei rally del team Audi Sport, si chiuse pertanto nel 1987, ed in sette stagioni fruttò quattro titoli mondiali e 24 vittorie. Nella tabella che segue vengono comunque riportati tutti i dati dell'Audi nel campionato mondiale costruttori anche negli anni a venire. Come sponsor ha avuto principalmente il marchio di sigarette HB.
- 1981 - Audi quattro (5ª con 63 punti)
- 1982 - Audi quattro (1ª con 116 punti)[6]
- 1983 - Audi quattro A1 e Audi quattro A2 (2ª con 116 punti)[7]
- 1984 - Audi quattro A2 ed Audi Sport quattro (1ª con 120 punti)[8]
- 1985 - Audi Sport quattro S1 (2ª con 126 punti)[9]
- 1986 - Audi Sport quattro S1 (4ª con 29 punti)[10]
- 1987 - Audi 200 quattro (2ª con 82 punti)[11]

### Principali piloti
- Stig Blomqvist
- Hannu Mikkola
- Walter Röhrl
- Michèle Mouton

## Formula 1
Nel 2022 viene annunciato un accordo con il team di F1 Sauber, che diventerà la squadra ufficiale Audi a partire dal 2026.

## Altre categorie
Vittoriosa nel Superturismo italiano con i tre successi consecutivi di Emanuele Pirro (1994 e 1995) e Dindo Capello (1996), nel DTM con Hans-Joachim Stuck (1990) e Frank Biela (1991), quest'ultimo vittorioso anche nel Superturismo tedesco (1993 e 1994 oltre che nel BTCC 1996) come Christian Abt (1999), e dal 2000 in poi con dodici successi nella 24 Ore di Le Mans. Nel 2024 vincono il Rally Dakar con il pilota spagnolo Carlos Sainz diventando il primo team a vincere la competizione con una vettura elettrica.

## Successi nelle competizioni motoristiche
| Anno | Vittoria | Modello                                 |
| ---- | --- | --------------------------------------- |
| 1982 | Titolo costruttori FIA Gruppo B Rally                                                                               | Audi quattro                            |
| 1983 | Titolo piloti FIA Gruppo B Rally con Hannu Mikkola                                                                  | Audi quattro A1 / A2                    |
| 1984 | Titolo costruttori e piloti FIA Gruppo B Rally con Stig Blomqvist                                                   | Audi quattro A2 / Audi Sport quattro S1 |
| 1984 | Pikes Peak International Hill Climb con Michèle Mouton                                                              | Audi Sport quattro S1                   |
| 1985 | Pikes Peak International Hill Climb con Michèle Mouton                                                              | Audi Sport quattro S1                   |
| 1986 | Pikes Peak International Hill Climb con Bobby Unser                                                                 | Audi Sport quattro S1 E2                |
| 1987 | Pikes Peak International Hill Climb con Walter Röhrl                                                                | Audi Sport quattro S1 E2 Pikes Peak     |
| 1988 | Titolo costruttori e piloti TransAm con Hurley Haywood                                                              | Audi 200 quattro TransAm                |
| 1990 | Titolo piloti Deutsche Tourenwagen Meisterschaft con Hans-Joachim Stuck                                             | Audi V8 quattro DTM                     |
| 1991 | Titolo piloti Deutsche Tourenwagen Meisterschaft con Frank Biela                                                    | Audi V8 quattro DTM                     |
| 1993 | Titolo piloti Campionato Super Turismo tedesco con Frank Biela                                                      | Audi 80 quattro Superturismo            |
| 1994 | Titolo piloti Campionato Super Turismo tedesco con Frank Biela, costruttori e piloti italiano con Emanuele Pirro    | Audi 80 quattro Superturismo            |
| 1995 | Titolo costruttori e piloti Campionato Super Turismo italiano con Emanuele Pirro                                    | Audi A4 Superturismo quattro            |
| 1996 | Titolo costruttori e piloti Campionato Super Turismo italiano con Rinaldo Capello                                   | Audi A4 Superturismo quattro            |
| 1996 | titoli piloti nei campionati Super Turismo in Australia, Belgio, Germania, Regno Unito, Svezia, Spagna e Sud Africa | Audi A4 Superturismo quattro            |
| 1997 | Titolo piloti europeo Super Turismo                                                                                 | Audi A4 Superturismo quattro            |
| 1999 | Titolo piloti Super Turismo tedesco con Christian Abt                                                               | Audi A4 Superturismo quattro            |
| 2000 | 24 Ore di Le Mans con Emanuele Pirro, Frank Biela e Tom Kristensen                                                  | Audi R8 LM                              |
| 2001 | 24 Ore di Le Mans con Emanuele Pirro, Frank Biela e Tom Kristensen                                                  | Audi R8 LM                              |
| 2002 | 24 Ore di Le Mans con Emanuele Pirro, Frank Biela e Tom Kristensen                                                  | Audi R8 LM                              |
| 2002 | Titolo piloti Deutsche Tourenwagen Masters con Laurent Aiello                                                       | Audi TT-R DTM                           |
| 2004 | 24 Ore di Le Mans con Rinaldo Capello, Tom Kristensen e Seiji Ara                                                   | Audi R8 LM                              |
| 2004 | Titolo piloti Deutsche Tourenwagen Masters con Mattias Ekström                                                      | Audi A4 DTM                             |
| 2005 | 24 Ore di Le Mans con Tom Kristensen, Marco Werner e JJ Lehto                                                       | Audi R8 LM                              |
| 2006 | 24 Ore di Le Mans con Frank Biela, Marco Werner e Emanuele Pirro                                                    | Audi R10 TDI                            |
| 2006 | Titoli costruttori e piloti American Le Mans Series LMP1 con Rinaldo Capello e Allan McNish                         | Audi R10 TDI                            |
| 2007 | 24 Ore di Le Mans con Frank Biela, Marco Werner e Emanuele Pirro                                                    | Audi R10 TDI                            |
| 2007 | Titoli costruttori e piloti American Le Mans Series LMP1 con Rinaldo Capello e Allan McNish                         | Audi R10 TDI                            |
| 2007 | Titolo piloti Deutsche Tourenwagen Masters con Mattias Ekström                                                      | Audi A4 DTM                             |
| 2008 | 24 Ore di Le Mans con Rinaldo Capello, Allan McNish e Tom Kristensen                                                | Audi R10 TDI                            |
| 2008 | Titoli costruttori e piloti American Le Mans Series LMP1 con Lucas Luhr und Marco Werner                            | Audi R10 TDI Le Mans                    |
| 2008 | Titoli costruttori e piloti Le Mans Series LMP1 con Alexandre Prémat e Mike Rockenfeller                            | Audi R10 TDI                            |
| 2008 | Titolo piloti Deutsche Tourenwagen Masters con Timo Scheider                                                        | Audi A4 DTM                             |
| 2009 | Titolo piloti Deutsche Tourenwagen Masters con Timo Scheider                                                        | Audi A4 DTM                             |
| 2010 | 24 Ore di Le Mans con Timo Bernhard, Romain Dumas e Mike Rockenfeller                                               | Audi R15 TDI plus                       |
| 2011 | 24 Ore di Le Mans con Marcel Fässler, André Lotterer e Benoît Tréluyer                                              | Audi R18 TDI                            |
| 2011 | 24 Ore di Spa Francorchamps con Timo Scheider, Mattias Ekström e Greg Franchi                                       | Audi R8 LMS                             |
| 2011 | Titolo piloti Deutsche Tourenwagen Masters con Martin Tomczyk                                                       | Audi A4 DTM                             |
| 2012 | 24 Ore di Le Mans con Marcel Fässler, André Lotterer e Benoît Tréluyer                                              | Audi R18 e-tron quattro                 |
| 2014 | 24 Ore di Le Mans con Marcel Fässler, André Lotterer e Benoît Tréluyer                                              | Audi R18 e-tron quattro                 |
| 2024 | Dakar con Carlos Sainz e Lucas Cruz                                                                                 | Audi RS Q e-tron                        |

## Palmarès

### Mondiale rally
- 2 Campionati del mondo marche (1982 e 1984)
- 2 Campionati del mondo piloti (Hannu Mikkola nel 1983 e Stig Blomqvist nel 1984)
- 4 Campionato tedesco rally Harald Demuth (1982 e 1984) e Armin Schwarz (1987 e 1988)

### Mondiale FIA World Endurance Championship
- 2 Campionato del mondo endurance FIA (FIA-WEC 2012 e 2013)
- 2  Campionato del Mondo Piloti (André Lotterer, Benoît Tréluyer, Marcel Fässler nel FIA-WEC 2012 e Allan McNish, Tom Kristensen, Loïc Duval nel FIA-WEC 2013)

### 24 Ore di Le Mans
- , tredici successi dal 1999 al 2014, con l'eccezione del 1999, del 2003 e del 2009

### Campionato italiano superturismo
- , tre titoli dal 1994 al 1996

### Deutsche Tourenwagen Masters
- , 2 titoli 1990 e 1991 e nove titoli dal 2000 al 2022

### Dakar
- , 2024

## Galleria d'immagini

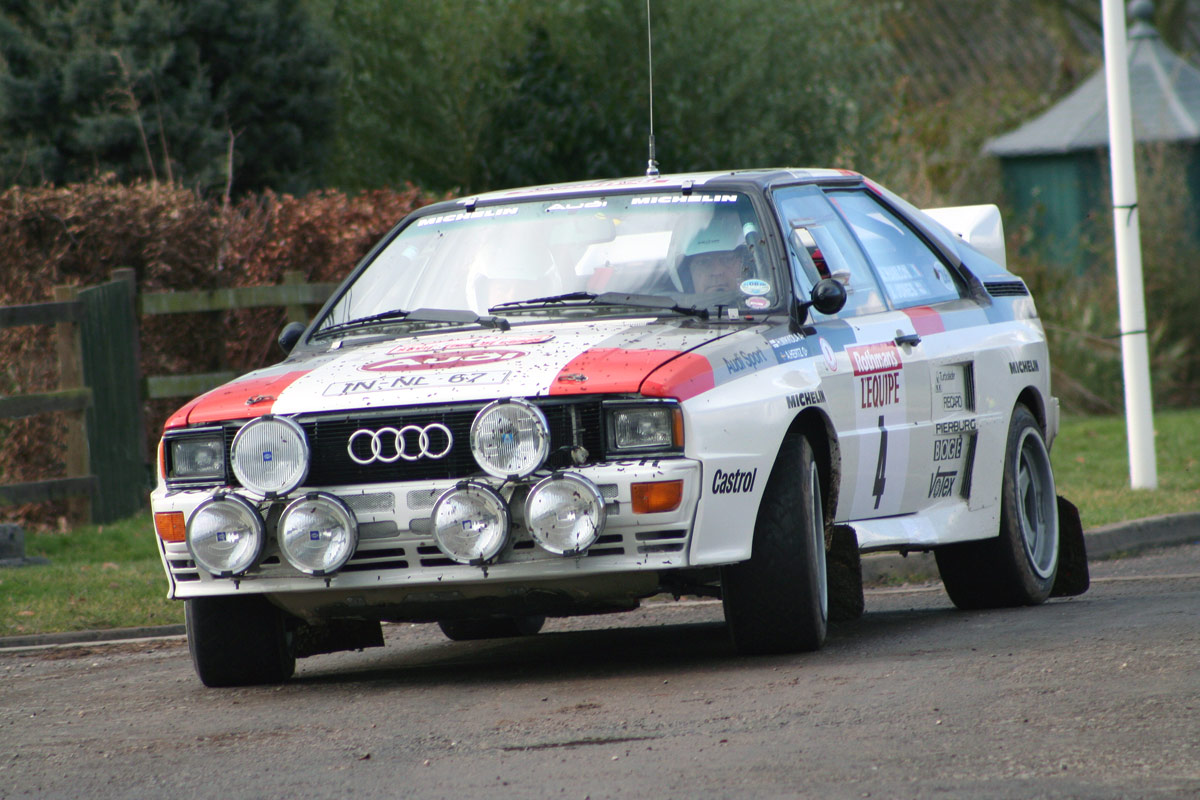
Hannu Mikkola al volante della Audi quattro A1
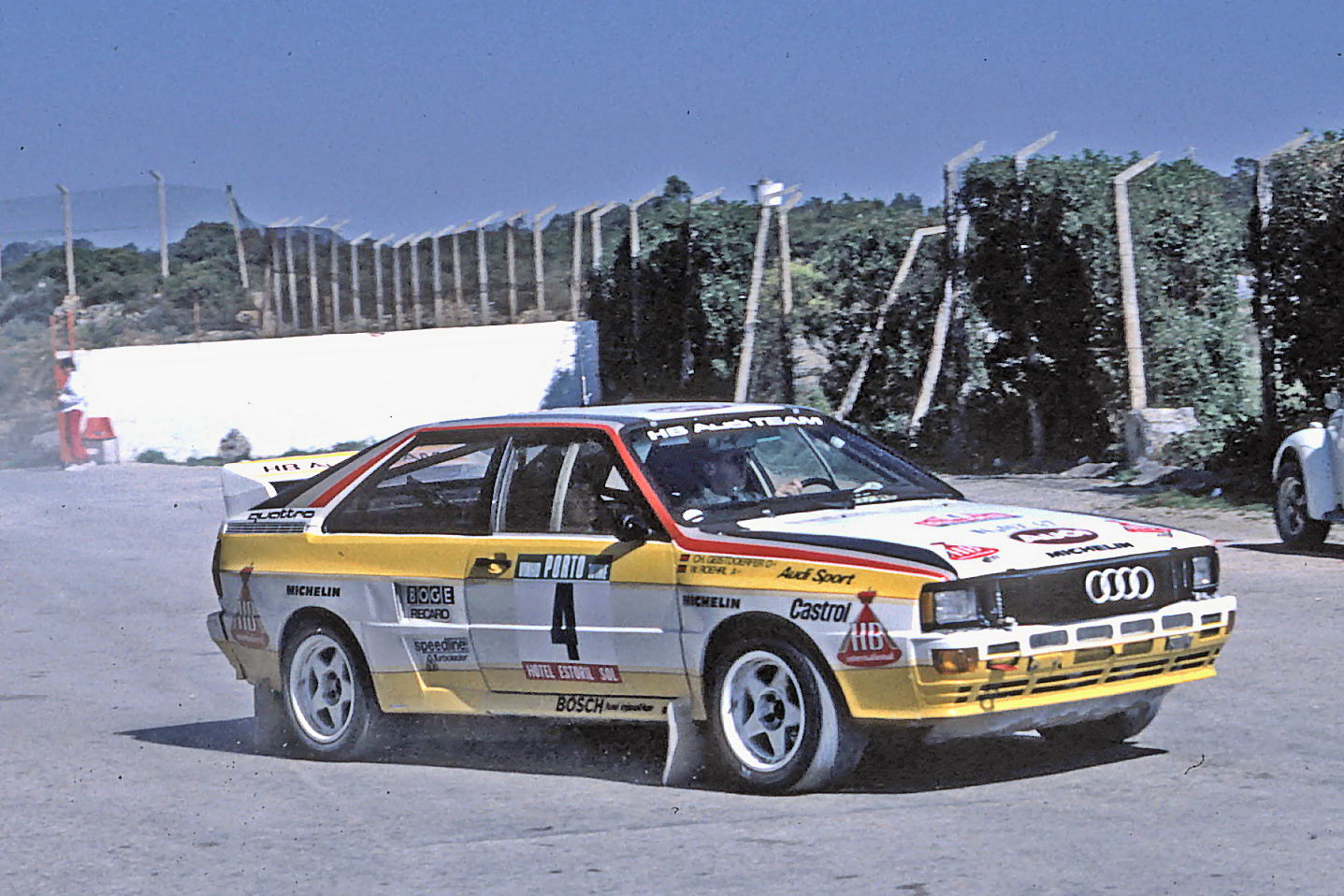
Walter Röhrl al volante della Audi quattro A2
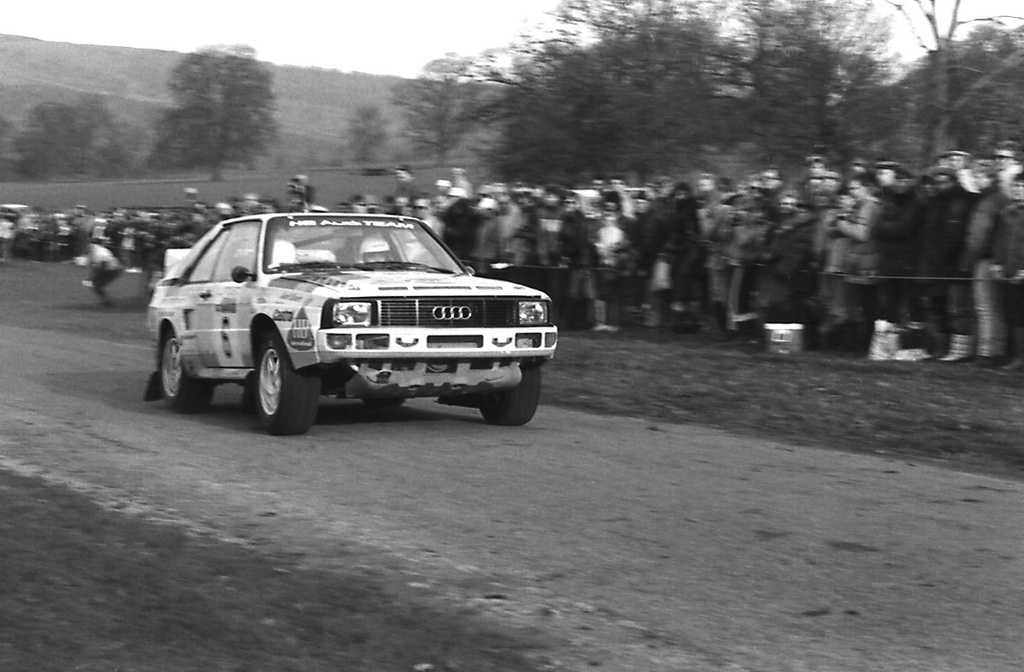
Michèle Mouton al volante della Audi Sport quattro
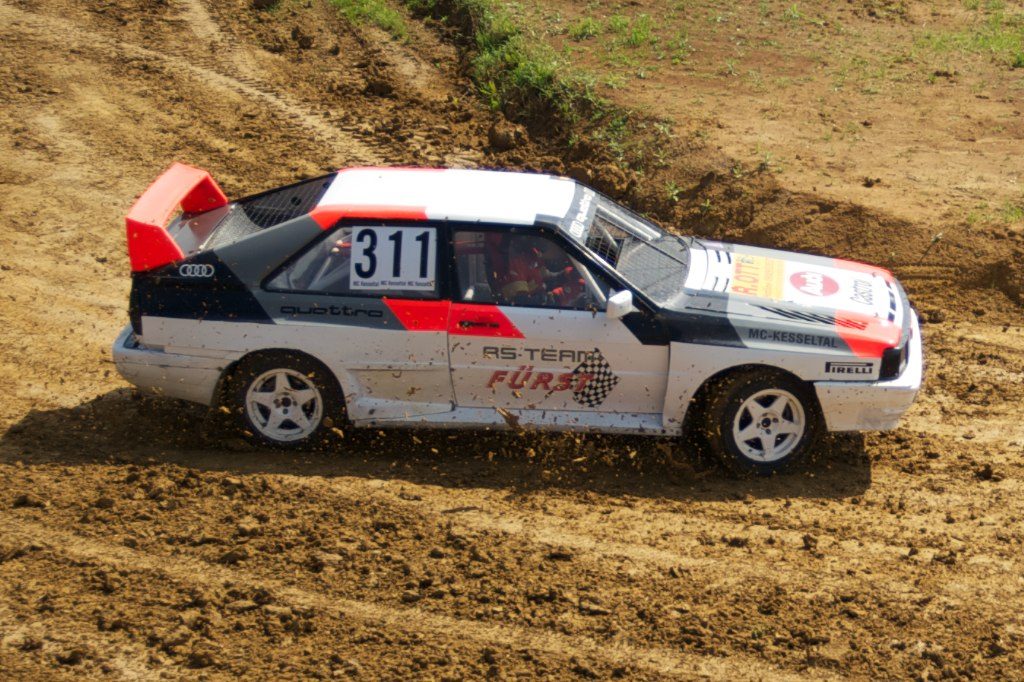
Andreas Fürst al volante della Audi Coupé quattro

## Il ritorno alla Dakar
A fine 2020, durante la comunicazione dei piani del gruppo Audi per i prossimi anni, la casa di Ingolstadt ha confermato il ritiro dalla Formula E a fine stagione 2021per preparare un'auto che disputerà la Dakar 2022 sancendo così il ritorno della casa dei 4 anelli nel mondo del rally-raid e il ritorno nelle gare di durata con una LMDh nel 2023 con l'intenzione di puntare sia sul campionato IMSA WeatherTech SportsCar Championship che al Campionato del mondo endurance.. Tuttavia la fase di sviluppo del prototipo per l'endurance si interruppe nel 2022, quando il progetto fu abbandonato. Il progetto andò avanti fino alla stagione 2024 che consacrò la vittoria del titolo, ma chiuse le partecipazioni al mondiale rally-raid per Audi che cominciò a spostarsi nel progetto Formula 1.